# Inis Mór

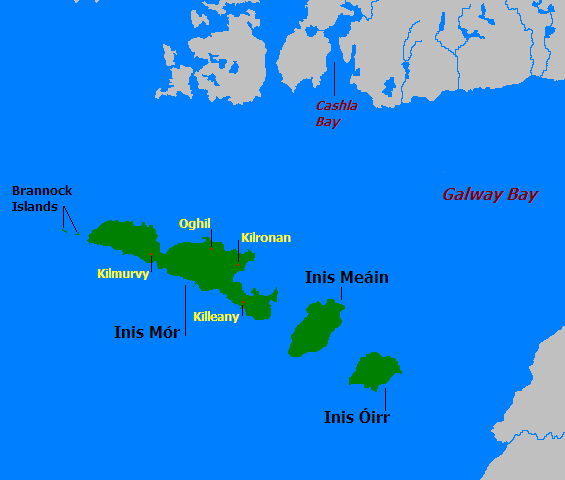
Inis Mór és la més gran de les illes Aran

Inis Mór ("illa gran"; en anglès Inishmore) és una illa d'Irlanda, situada al mig de l'arxipèlag de les illes Aran, al comtat de Galway, a la província de Connacht. Forma part de la Gaeltacht i el seu principal centre habitat és Cill Rónáin. És famosa pel seu aferrissament a la cultura i llengua irlandesa, i pels jaciments precristians com el de Dún Aonghasa, descrit com "el més magnífic monument bàrbar a Europa" per George Petrie.

## Toponímia
Abans del segle XX l'illa era anomenada normalment Inis Bant o Árainn na Naomh (Árainn Mhór) ("Gran Aran"), perquè el seu nom tradicional irlandès es podia confondre amb d'Arranmore (Árainn Mhór) al Comtat de Donegal. La paraula irlandesa Árainn significa "cresta llarga" que descriu la forma de l'illa.

## Geologia i geografia
L'illa és una extensió de The Burren. El sòl de les illes és compost de paviments de pedra calcària amb esquerdaments coneguts com a "grikes", deixant roques aïllades anomenades "clints".
La pedra calcària data del període Viseà (baix carbonífer), formada com a sediments en un mar tropical fa aproximadament 350 milions d'anys, i es comprimeixen en estrats horitzontals amb fòssils corals, crinoïdeus, eriçons de mar i ammonites.
La glaciació posterior a la fase del namurià facilitat una major despulla. El resultat és que Inis Oírr és un dels millors exemples d'un paisatge glacio-Karst al món. Els efectes de l'últim període glacial (el Midlandià) són més evidents, amb l'illa envaïda pel gel durant aquesta glaciació. L'impacte de l'anterior carstificació (erosió solucional) ha estat eliminat pel últim període glacial, pel que qualsevol carstificació es veu des de fa aproximadament 10.000 anys i el karst de l'illa carst és recent.
Els processos solucionals han ampliat i aprofundit els "grykes" del paviment de pedra calcària. Les línies preexistents de debilitat a la roca (juntes verticals) contribueixen a la formació d'extenses fissures separades per "clints" (paviment pla com lloses). La carstificació de la roca facilita la formació de drenatge subterrani.

## Clima i agricultura
L'illa té un clima inusualment temperat. Les temperatures mitjanes varien de 15 °C al juliol a 6 °C al gener. La temperatura del sòl no sol baixar dels 6 °C (al desembre de 2010 va registrar un període prolongat de neu, la primera que es recorda). La pastura creix una vegada que la temperatura s'eleva per sobre de 6 °C, cosa que significa que l'illa (com el veí Burren) té un dels estius més llargs d'Irlanda o la Gran Bretanya, i facilita una vegetació diversa i rica. Des del maig comença l'època més assolellada, i també el millor moment per veure les flors, les gencianes i avens obrint-se (però les espècies d'orquídies floreixen més tard).
L'illa està situada davant de la costa oest d'Irlanda, prop de Galway. Un ferri transporta turistes a l'illa, un trajecte que dura uns 45 minuts. Una barcassa lliura la mercaderia a l'illa cada dia al nou moll a Kilronan que va costar 45 milions d'euros.

## Flora i fauna
A l'illa hi ha plantes d'origen àrtic, mediterrani i alpí, a causa del medi ambient inusual. Igual que al Burren, les illes Aran són reconeguts pel seu notable conjunt de plantes i animals. Els Grikes (esquerdes) proporcionen refugi humit, facilitant així l'existència d'una gran varietat de plantes, incloent arbusts nans. Quan la superfície del paviment es va trencar en grava es poden trobar moltes plantes alpines o àrtiques. Però quan el paviment de pedra calcària està cobert per una capa prima de terra, s'hi veuen pegats d'herba intercalats amb plantes com la genciana i orquídies.
Insectes notables presents inclouen la papallona Boloria euphrosyne, Tecla betulae, Euphydryas aurinia i Leptidea sinapis, les arnes Calamia tridens, Odontognophos dumetata i Zygaena purpuralis, i el sírfid Doros profuges.

## Residents notables
- Sant Fanchea, abat de Killeaney, fl. 500.
- Enda d'Aran, missioner cristià, mort c. 530.
- Máirtín Ó Direáin, poeta irlandès, 1910–1988.
- Liam O'Flaherty, escriptor, 28 d'agost 1896 – 7 de setembre 1984.
- Mahon mac Turlough Mantach Ó Briain, Cap d'Inis Mór, mort el 1565.
- Murrough mac Toirdelbach Ó Briain, Cap d'Inis Mór, fl. 1575–1588.
- Pat Mullen, actor i escriptor, 1901- a.1976.
- Breandán Ó hEithir, escriptor i periodista, 1930–1990.
- Murrough na dTuadh Ó Flaithbheartaigh, Cap d'Iar Connacht, fl. 1569–1593.
- Ceannanach, missioner, fl. c. 490–500?